# 9e corps SS de montagne (croate)
 (août 2023).
Si vous disposez d'ouvrages ou d'articles de référence ou si vous connaissez des sites web de qualité traitant du thème abordé ici, merci de compléter l'article en donnant les références utiles à sa vérifiabilité et en les liant à la section « Notes et références ».
Le 9e corps SS de montagne ou "IX. Waffen-Gebirgs-Armeekorps der SS" est un corps d'armée de la Waffen SS, actif pendant la Seconde Guerre mondiale

## Historique
Le IX. Waffen-Gebirgs-Armeekorps der SS est créé le 1er juin 1944 à Bácsalmás en Hongrie afin de placer sous le même commandement la 13e division de montagne de la Waffen SS Handschar et la 23e division SS de montagne Kama.  Le corps est ensuite déplacé à la Bačka, en Hongrie pour achever sa formation.
Durant le mois de septembre 1944, l'Armée rouge ayant avancé à la frontière de la Hongrie et mettant la zone de formation du corps dangereusement près des lignes du front, le corps est renforcé par plusieurs divisions de combat et entre en action contre les forces de Tito.
En octobre, le corps est déplacé dans la ligne hongroise, où sont intégrées quatre nouvelles divisions, la 13e Panzerdivision, la 60e division Panzergrenadier Feldherrnhalle, la 8e division SS de cavalerie Florian Geyer et la 22e division SS de volontaires de cavalerie Maria Theresa. Toutes ces divisions, épuisées par les récents combats autour de Debrecen, sont alors positionnées en seconde ligne. Les divisions peuvent à peine rassembler 60 Panzers. Le 9e corps SS de montagne fait alors partie intégrante de la 6e armée, chargé de la défense de Budapest.
Le 24 novembre 1944, le personnel du corps arrive à Budapest. Après des combats acharnés durant un mois, le corps est encerclé dans la ville et Karl Pfeffer-Wildenbruch, son commandant, prend la tête de toutes les unités allemandes encerclées.  Après avoir passé sa carrière en tant que commandant de la police, Pfeffer-Wildenbruch manque d'expérience militaire, ce qui fera dire au Général Hermann Balck de la 6e armée: "Au mieux, on pourrait dire que Budapest a été dirigé par un homme politique".
Pfeffer-Wildenbruch établit son centre de commandement du corps dans le Château de Buda et commence à commander les forces encerclées pour tenter repousser les Soviétiques. Après seulement quelques semaines, les soldats épuisés par les efforts pour échapper à l'encerclement, un sauvetage est organisé par l'Armeegruppe de Balck. Le 1er janvier 1945, le 4e SS-Panzerkorps  lance l'opération Konrad I, le premier d'une série de tentatives de secours.  Après quelques gains initiaux, l'assaut cale. l'opération Konrad II est lancé le 7 janvier, ce qui leur permet d'être à portée de vue de la ville avant d'être stoppé par la défense soviétique.
Le 17 janvier, le reste du corps hongrois commandé par le général Iván Hindy est évacué vers Buda.  Le 18 janvier, un effort de redressement définitif est lancé avec l'opération Konrad III, désorganisant momentanément le dispositif soviétique. Mais la poussée allemande est définitivement arrêtée le 28 janvier.
Le 11 février 1945, le commandant de la garnison de Budapest complètement encerclée, monte une opération d'extraction.  Alors que plus de 5 000 hommes ont réussi à franchir le cordon soviétique, seulement 785 ont finalement réussi à rejoindre les lignes allemandes.  Seuls 170 SS se sont évadés.  Le 12 février, le reste du corps est anéanti dans les combats, son commandant Pfeffer-Wildenbruch avec ses hommes se rendent le 13 février.

## Commandants successifs
- SS-Gruppenführer Karl-Gustav Sauberzweig (21 juin 1944 - décembre 1944)
- SS-Obergruppenführer Karl Pfeffer-Wildenbruch (24 décembre 1944 - 13 février 1945)

## Ordre de bataille

### 16 septembre 1944- Croatie
- Personnel du Corps 109e Bataillon SS Corps des transmissions
- 509e Régiment d'artillerie de montagne SS
- 509e SS Batterie Observation
- 509e bataillon SS Flak
- 509e SS de la police militaire des troupes
- SS Kampfgruppe Dörner

- 118e division de chasseurs
- 7e division SS de volontaires de montagne Prinz Eugen
- 369e division d'infanterie
- 13e division de montagne de la Waffen SS Handschar

### 26 décembre 1944- Budapest
- Korps personnel 509e Régiment d'artillerie de montagne SS
- 509 SS lourd bataillon d'observation
- 509e bataillon SS Flak
- 509e SS de la police militaire des troupes

- 8e division SS de cavalerie Florian Geyer
- 22e division SS de volontaires de cavalerie Maria Theresa
- 13e Panzerdivision
- 60e Division Panzergrenadier Feldherrnhalle
- 4e SS Polizei Regiment
- 4 bataillons d'infanterie (comprenant des éléments survivants d'autres unités)